# Olympics (film)
Olympics è un cortometraggio d'animazione diretto dal regista Bruno Bozzetto.
È una parodia dello sport.